# خیابان هویزه

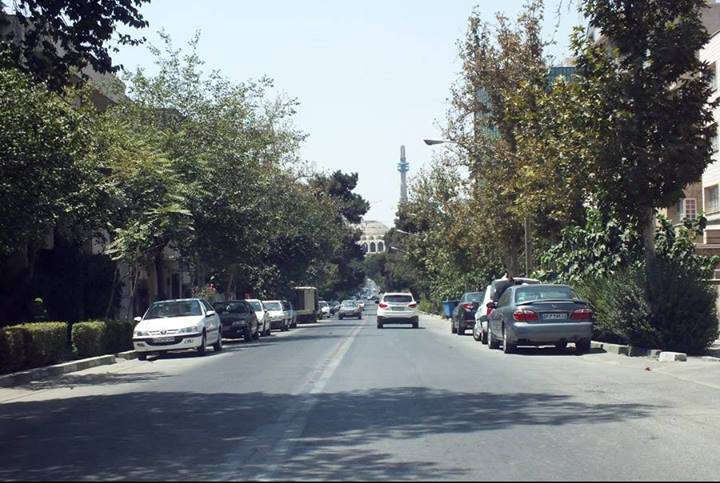
خیابان هویزهٔ غربی

خیابان هویزه یا خیابان تَکش، با شماره‌گذاری خیابان ۱۵۱۴ تهران خیابانی شرقی - غربی و بالعکس و به موازات خیابان خرمشهر (آپادانا) است که در منطقهٔ ۷ شهرداری تهران واقع شده و خیابان صابونچی (مهناز) را به خیابان شریعتی متصل می‌سازد.خیابان سهروردی شمالی، هویزه را به دو قسمت شرقی و غربی تقسیم می‌کند.